# El apóstol Santiago el Menor
El apóstol Santiago el Menor es una obra del Greco, realizada en 1609 durante su último período toledano. Se conserva en la Catedral de Santa María de Toledo.

## Análisis
Esta obra forma parte, junto con otras obras, del Apostolado de la catedral de Toledo, que elaboró el pintor tal vez por instrucciones del cardenal Bernardo de Sandoval y Rojas.
El apóstol Santiago el Menor viste túnica amarilla, manto azulado y porta un libro, al que apunta con su mano derecha. Sin embargo, el verdadero centro de atención es el rostro del santo, iluminado con elegancia y belleza. Los pesados ropajes impiden contemplar la anatomía del discípulo, de acuerdo a los cánones de la Escuela veneciana.